# Вам що, наша влада не подобається?!
Вам що, наша влада не подобається?! (рос. Вам что, наша власть не нравится?!) — радянський художній фільм 1988 року, знятий на кіностудії «Мосфільм».

## Сюжет
Це психологічний гротеск про мешканців комунальної квартири, в основі якого лежить, здавалося б, побутовий анекдот: головний герой, Павло Семенович Полубояринов, змушений перенести двері своєї кімнати, захопивши таким чином частину площі комунальної квартири.

## У ролях
- Андрій Петров — Павло Семенович Полубояринов
- Марина Поліцеймако — Марія Іванівна Полубояринова
- Володимир Стеклов — Чиженок, сусід Полубояринових
- Любов Полехіна — Зінка, дружина Чиженка
- Ніна Дорошина — Олена Олександрівна, сусідка Полубояринових
- Віктор Павлов — Семен Павлінов, голова міськвиконкому
- В'ячеслав Невинний — Петро Васильович Федулєєв, головний редактор газети
- Лев Борисов — Стенін, начальник пожежної частини
- Юрій Воробйов — Паша Парфьонов, дільничний міліціонер
- Олексій Консовський — Микола Іларіонович Долбежов, доктор
- Людмила Іванова — Фунтікова, управдом
- Капітоліна Іллєнко — Марія Спиридонівна Урожайкіна, сусідка Полубояринових
- Олексій Миронов — Матвій Спиридонович Судаков, тесля, брат Урожайкіної
- Віктор Степанов — Степан Васильович Морозов, начальник з Москви
- Леонід Персіянінов — Лаптєв, секретар облвиконкому
- Сергій Рубеко — Петя Сморчков, журналіст
- Микола Парфьонов — сторож на кладовищі
- Микола Корноухов — Михайло Гунькин, «Дезертир»
- Марина Поляк — Ірочка, секретар Федулєєва
- Олег Ізмайлов — Акулінов
- Валентин Смирнитський — Іван (озвучив Вадим Андрєєв)
- Віктор Філіппов — Шинкарьов, мисливець з «великого начальства»
- Микола Бармін — єгер
- Микола Сморчков — представник виконкому
- Валентин Пєчніков — епізод
- Людмила Купіна — Люся, секретар Олександра Тимофійовича
- Олександр Сажин — сторож в міліції
- Анатолій Голик — мисливець з «великого начальства»
- Володимир Дьячков — пожежний
- Софія Лебедєва — дочка Чиженка
- Станіслав Терпугов — син Чиженка

## Знімальна група
- Режисер — Анатолій Бобровський
- Сценарист — Борис Можаєв
- Оператор — Михайло Ардаб'євський
- Композитор — Ісаак Шварц
- Художник — Георгій Колганов